# Novo Naselje (Bijeljina)
Pour les articles homonymes, voir Novo Naselje.
Novo Naselje (en serbe cyrillique : Ново Насеље) est un village de Bosnie-Herzégovine. Il est situé sur le territoire de la ville de Bijeljina et dans la république serbe de Bosnie. Selon les premiers résultats du recensement bosnien de 2013, il compte 937 habitants.

## Géographie
Le village est situé au sud de Bijeljina.

## Démographie

### Évolution historique de la population dans la localité
| 1948 | 1953 | 1961  | 1971 | 1981  | 1991  | 2013 |
| ---- | ---- | ----- | ---- | ----- | ----- | ---- |
| 629  | 735  | 1 083 | 920  | 1 082 | 1 290 | 937  |

|  |